# エリック・シプトン
エリック・アール・シプトン（Eric Earle Shipton、1907年8月1日 - 1977年3月28日）はイギリスの登山家。1930年代から1950年代のイギリスによるエベレスト遠征において主導的な役割を果たしたにもかかわらず、エベレスト初登頂を成し遂げた1953年遠征隊の隊長選出時にメンバーからはずされた悲劇の人物。シプトンはヒマラヤ山脈だけでなく、ヨーロッパ、中央アジアからパタゴニアまで世界各地を歩いた登山家・探検家であり、多くの登山記録・探検記録を残した著述家でもあった。また、エベレスト初登頂をとげたエドモンド・ヒラリーとシェルパのテンジン・ノルゲイを初めてイギリス隊に迎えたのもシプトンであった。

## 生涯

### 生い立ち、登山との出会い
シプトンは1907年8月1日、セイロン（現スリランカ）で茶園を経営していた両親の間に生まれたが、三歳で父と死に別れ、母は姉と幼いエリックを連れてインド各地をまわった。8歳のとき、イギリスで教育を受けさせたいという母の希望によって帰国し、寄宿舎学校に入った。その後、ピットハウス校に進み、学校の休暇を利用してはアルプスの山々を歩いた。ケンブリッジ大学に進学を望んだが果たせず、父のように植民地で農園を経営しようと決意し、1928年にケニアのニエルにあるコーヒー農園に職を得た。
当時植民地省の弁務官としてケニアのカカメガで働いていたパーシー・ウィン・ハリスが登山家として知られていたので、シプトンは自分も登山をする旨を手紙に書いて出した。すると、ウィン・ハリスから思いがけずケニア山登山の誘いが来た。最高峰バティアンはすでに1899年にハルフォード・マッキンダーによって登頂されていたが、第二峰のネリオンは未踏だったため二人はここを目指した。二人はネリオンに登り、そこからバティアンの頂上へ達した。このケニア山行は当時の新聞にとりあげられた。そしてこの記事を読んで、シプトンに接触してきたのが、後に彼の重要なパートナーとなるビル・ティルマン（Bill Tilman ）であった。実際に会った二人は意気投合し、二人でキリマンジャロなどアフリカの山々に登った。

### アジアへ、エベレストへ
シプトンやティルマンは自分たちの登山記録をイギリスの登山雑誌に寄稿していたが、この記事が当時のイギリス登山界の重鎮フランク・スマイス（Frank Smythe ）の目にとまり、ガルワール・ヒマラヤにあるカメット（Kamet ）山（標高7,756 m）遠征への参加を要請された。シプトンはスマイス、R.L.ホールズワース、レワ・シェルパと共にカメット登頂に成功した。これは当時登頂された最も高い山だった。遠征が無事終了したことで、シプトンは1932年、エベレスト委員会のウィリアム・グッドイナフ卿から1933年のエベレスト遠征隊への参加を打診されることになる。こうしてシプトンは26歳にしてエベレストへの道を踏み出した。1933年隊はヒュー・ラットレッジを隊長とし、隊員としてシプトンのほか、スマイス、ウィン・ハリス、ジャック・ロングランド、レイモンド・グリーン、ローレンス・ウェイジャー、エドワード・シェビア、トム・ブロックルバンク、1922年隊にも参加したコリン・クロフォードらが選ばれた。この遠征では高度8,570 mが最高で登頂できなかったが、ウィン・ハリスが頂上近くで1924年隊のアンドリュー・アーヴィンのものとされるアイス・アックスを発見したことで有名になった。
1934年、ティルマンとともにガルワール地方にあるナンダ・デヴィ山の内院、リシ・ガンガ川の流域の探索で内院に達した二人はアラクナンダ川の西にあるケダルナート山域へ足を伸ばし、内院の出口を発見して帰国し、その名を知らしめた。後の著作『ナンダ・デヴィ』はこの時のことである。
1935年、登頂目的でなくシプトンをリーダーに、エベレストのモンスーン時の気候を調査する目的で小規模な遠征隊が派遣された。彼らはノース・コルのふもとでテントに包まれたモーリス・ウィルソンの遺体と日記を発見。隊員にはティルマンもいた。またこの時シプトンがニュージーランド出身のダン・ブライアントを気に入ったことが、後にエドモンド・ヒラリーが遠征隊に参加する道を開くことになる。有名なテンジン・ノルゲイが若手シェルパとして初めて参加した。
1936年、イギリス第六次遠征隊に参加。1933年の失敗を批判されて以来、隊長就任を固辞していたラットレッジが適任者不在を理由で再び隊長に引っ張り出された。隊員としてスマイス、ウィン・ハリス、チャールズ・ウォレン、ピーター・オリヴァーなどシプトンにとって気心の知れた仲間が参加した。シプトンはティルマンの参加も希望したが、彼はナンダ・デヴィへ向かい、不参加となった。日程の当初は雪も少なく天候にも恵まれて成果が期待されたが、直後に例年よりも早いモンスーンが到来したため、隊はほとんど何も成果を得られず解散した。その後、シプトンはティルマンを誘い、カラコルム山脈の北に位置するシャクスガム川の流域を探索する旅に出た。二人はブラルド氷河を抜けてシムシャル峠からフンザへと抜けた。王立地理学会はこの探検行の成果をたたえてシプトンに金メダル（パトロンズ・メダル）を授与した。
帰国してすぐの1938年、今度はビル・ティルマンが隊長としてエベレスト遠征を行うことになった。ティルマンはシプトンと小規模な隊を組むことにし、スマイス、ウォレン、オリバーら経験者が選ばれた。古参のノエル・オデールも再び参加。天候の悪化のため登頂を断念し、遠征隊は帰還。以後、第二次世界大戦の影響で遠征は中断される。
第二次世界大戦中のシプトンはカシュガル総領事に任命された。その後テヘランに赴任した後、イギリスに戻り、ハンガリー、ウィーンなどで勤務した。戦争が終わると再びカシュガルに戻り、その後1949年には領事として昆明に赴任したが、中国情勢の変化によって1951年にイギリスに帰国した。カシュガル滞在中の1947年には盟友ティルマンとムズダーグ・アダ（標高7,546 m）に登っている。
1951年、シプトンはマイケル・ウォード、トム・ボーディロン（Tom Bourdillon ）、ビル・マーリに請われ、ネパール側から入って山頂へのルート探索を行うことになる。ネパール到着後、クムト・パルバット遠征を終えたニュージーランド隊から二名、アール・リディフォードとエドモンド・ヒラリーが参加。シプトンは1935年にメンバーだったニュージーランド人ダン・ブライアントに好印象を持っており、そのことがニュージーランド人の参加につながった。一行は難所アイスフォールを突破しウェスタン・クウムに至る現在でもよく使われる南東稜ルートを発見する。
1952年にはスイス隊がエベレストに挑戦している間に、シプトンはイギリス隊を率いてチョ・オユー遠征を行った。この遠征の目的は翌年のエベレスト遠征の訓練にあった。目的が登頂ではなかったので、シプトンは登頂そのものにはこだわらなかった。その後、遠征隊を解散させたシプトンはチャールズ・エヴァンス、ニュージーランドのヒラリーとジョージ・ロウの四人で、エベレストの東方、バルン谷を歩いて抜けた。

### パタゴニアへ、世界へ
1952年9月、ヒマラヤ委員会による1953年のエベレスト遠征の隊長選定はシプトンの運命を大きく変えた。委員会の初期の討議では、抜群の経験を誇るシプトンが隊長として推され、いったんシプトンに要請が行われたが、チョ・オユー遠征に参加した隊員の一部からシプトンの隊長適性に疑問を呈する意見が出された。そこで委員会は他の隊長候補者として数人の軍人をあげたが、その中にジョン・ハントがいた。ジョン・ハントは隊長職に強い意欲を示し、委員会はシプトンがチョ・オユーでリーダーシップを発揮できなかったこと、大規模な隊より小規模な隊を好むことを理由にシプトンを隊長からはずし、軍人として大規模隊を統率するのに求められる能力が備わっていることを理由にハントを隊長とすることにした。この決定は9月11日のヒマラヤ委員会で行われ、委員の中からはシプトン外しに対する反対意見も出たが、大勢は変わらず、ジョン・ハントが隊長に決まりシプトンは隊から外れることになった。シプトンはこれを聞いて失意のうちに英国山岳会の建物を去った。
失意のシプトンはカンバーランド州エスクデールにある登山専門学校の校長職をつとめた後、チェルマーシュにあった友人の農園で静かな日々を送った。1957年、ロンドンの学生たちからカラコルム探検の隊長職を要請されるとこれを受け、カラコルムに向かった。探検自体は悪天候のため、すぐに中止になったが、その途上、学生の一人とパタゴニアの魅力について語り合ったことがその後のシプトンの目指す場所を決めた。
1958年に初めて南アメリカ大陸パタゴニアに足を踏み入れたシプトンは以降十数年にわたって、この「嵐の大地」を歩き続けることになる。1960年にはパタゴニア南部氷床を北から南へと縦断し、1962年にはフエゴ島に渡り、ダーウィンI峰やセロ・ヤガーン山に初めて登頂した。1963年には北部氷床を縦断。1964年には英国山岳会から会長職につくよう請われ、これを引き受けている。英国山岳会には1953年の隊長選出問題で名誉を傷つけられたシプトンに償いをしたいという意向があったといわれている。
山を愛し、小パーティーでの冒険を好んだシプトンは1977年3月28日、イングランド南部のウィルトシャーで息を引き取った。

## 栄誉
- 王立地理学会金メダル（パトロンズ・メダル）、1938年[1]
- 英国山岳会会長、1964年-1967年

## 著作
- 諏訪多栄蔵訳、『ナンダ・デヴィ』（Nanda Devi ）、朋文堂、1961年
- 諏訪多栄蔵訳、『地図の空白部』（Blank on the map ）、あかね書房、1968年
- 吉沢一郎訳、『わが半生の山々』（Upon That Mountain ）、あかね書房、1967年
- 未訳、"The Mount Everest Reconnaissance Expedition 1951 . Hodder and Stoughton, London, 1952.
- 水野勉訳、『ダッタンの山々』（Mountains of Tartary ）、白水社、1975年
- 田村脇子訳、『嵐の大地』（Land of Tempest ）、山と溪谷社、1973年
- 大賀二郎・倉知敬訳、『未踏の山河―シプトン自叙伝』（That Untravelled World ）、茗渓堂、1972年